# Stade Mario-Puchoz
 (avril 2025).
Si vous disposez d'ouvrages ou d'articles de référence ou si vous connaissez des sites web de qualité traitant du thème abordé ici, merci de compléter l'article en donnant les références utiles à sa vérifiabilité et en les liant à la section « Notes et références ».
Le stade Mario Puchoz est une structure sportive située à Aoste. Il a été bâti en 1936 et rénové en 1954. Il est doit son nom au guide de montagne courmayeurin Mario Puchoz.
Sa capacité est de 2 000 places environ.

## Histoire
Les premières sociétés de football aostoises jouaient sur l'actuelle place de la République, ou dans les prés de Saint-Ours. Le stade fut construit en 1936 en tant que structure sportive polyvalente, comprenant une piste d'athlétisme, un vélodrome et d'autres structures pour disciplines indoor.
La structure fut rénovée en 1954 pour un coût de 93 millions de lires, dont 10 furent octroyés par le CONI, la partie restante par la commune d'Aoste. La tribune actuelle sur la rue Mazzini fut bâtie pour l'occasion, elle remplaça la tribune en bois du côté rue de Turin, enlevée définitivement en 2003 lors de la Rencontre nationale des Alpins. Le stade fut intitulé à cette occasion à la mémoire du guide de montagne courmayeurin Mario Puchoz.
Dans années 1990 une tribune provisoire avait été ajoutée du côté avenue Garibaldi, mais elle a été enlevée ensuite.
Dans les années 2000, les quatre tours d'illumination ont été enlevées.
En 2021, le stade, presque inutilisé, présente des problèmes de praticabilité des tribunes et des vestiaires.

En 2023, il a été transformé en parc urbain exploité par des associations sportives non footballistiques.
Au cours de son histoire, le stade Puchoz a accueilli également de nombreux événements culturels et musicaux, aussi bien que des rencontres de boxe et l'arrivée d'une étape du Tour de France.